# リー・ジャクソン
リー・ジャクソン（Keith "Lee" Jackson、1943年1月8日 - ）は、イングランドのベーシスト兼ボーカリスト。

## 略歴
ニューカッスル・アポン・タイン（ニューカッスル）出身。1950年代のスキッフル・ブームの只中にあったイギリスで、多くの少年達と同じように、手製のギターで音楽を始めた。やがてエルヴィス・プレスリーの「ハウンド・ドッグ」やビル・ヘイリーの「ロック・アラウンド・ザ・クロック」を聴いてロックン・ロールに夢中になり、父親に借金して、デパートのウィンドウに飾ってあったギブソンのベース・ギターを買った。1958年にスキッフル・バンドに加入したのを皮切りに、幾つかのバンドを渡り歩き、1963年には、スペインのサラゴサにあったアメリカ軍の基地で数か月間、サンダーランド出身のヴァリアンツというグループのメンバーとして演奏した。彼はこの少し前にアメリカの南北戦争についての本を読んでおり、この時からリー・ジャクソンと名乗るようになった。
ニューカッスル市内にできたばかりのア・ゴー・ゴー・クラブに出入りするようになり、ジ・アニマルズの前身であるアラン・プライス・リズム・アンド・ブルース・コンボの演奏を聴いて、ブルースに強く魅せられた。そして、まずジ・インベーダーズ、次にザ・ヴォン・ダイクスという自分のバンドを率いて活動し、ア・ゴー・ゴー・クラブでジョン・メイオールやアレクシス・コーナーに接触した。そして『メロディ・メイカー』誌で読んだ広告に応募して、ゲイリー・ファーが率いる「ゲイリー・ファー・アンド・ザ・T・ボーンズ」に加入して、1965年の大晦日に初舞台を踏んだ。このバンドでキーボーディストのキース・エマーソンに出会う。
エマーソンはやがてザ・T・ボーンズからザ・ヴィップス（The V.I.P.'s）へ移籍。彼は1966年、シンガーのP.P.アーノルドのバック・バンドを組むことになり、ザ・T・ボーンズが解散したので仕事のなかったジャクソンを呼び寄せた。二人はギタリストのデヴィッド・オリスト 、ドラマーのイアン・ヘイグと共にグループを結成し、アーノルドの命名で「パット・アーノルド・アンド・ハー・ナイス」として彼女のショーでバック・バンドを務めたほか、ミック・ジャガーがプロデュースした彼女のデビュー・アルバムのレコーディングに参加した。1967年8月、ドラマーがブライアン・デヴィソンに代わり、9月にはハー・ナイスは「ザ・ナイス」としてアーノルドから独立した。
ザ・ナイスは1968年1月にデビュー・アルバムを発表し、過激なライブ・パフォーマンスで次第に知名度を上げていった。10月にはエマーソン、ジャクソン、デヴィソンのキーボード・トリオとなり、さらに5作のアルバムを残した。
ザ・ナイスが1970年4月に解散すると、ジャクソンは「ジャクソン・ハイツ」を結成して4作のアルバムを発表。第4作の『バンプ・ン・グラインド』ではエマーソンもモーグ・シンセサイザーの貸し出し、音色設定で協力した。
1973年、『バンプ・ン・グラインド』の発表の後、ジャクソン・ハイツはジャクソン以外のメンバーが脱退したので活動不能状態に陥った。同年夏、ジャクソンは、メインホースのパトリック・モラーツ（キーボード）と出会った。スイス人であるモラーツは当時、イギリスでの活動に不可欠な労働許可証の発行に問題を抱えていたので、メインホースでの活動がままならなくなっていた。ジャクソンはモラーツをジャクソン・ハイツに勧誘するが、モラーツはデヴィソンを誘って新しいトリオを結成することを提案した。ザ・ナイスの解散後にデヴィソンが結成したエヴリ・ウィッチ・ウェイは、デビュー・アルバムを発表したあと1971年の春に解散したので、デヴィソンはモラーツとジャクソンとに合流。こうしてキーボード・トリオの「レフュジー」が結成され、既に活動不能状態にあったジャクソン・ハイツは自然消滅した。
レフュジーは、ザ・ナイスが解散した時のマネージャーであったトニー・ストラットン・スミスをマネージャーに迎えて、スミスが設立したカリスマ・レコードと契約を結んだ。彼らはまずライブ活動を始めることに決めて、数か月のリハーサルを行った後、1973年12月2日のロンドン公演でデビュー。翌1974年4月にデビュー・アルバム『レフュジー』を発表した。1974年8月上旬、モラーツが、イエスのマネージャーのブライアン・レーンからリック・ウェイクマンが脱退した直後のイエスのリハーサルに招待され、その後ウェイクマンの後任に誘われたのでレフュジー脱退を決意。その結果、レフュジーは同月末のロンドン公演を最後に解散した。エマーソンは自伝で「（モラーツは）2人を踏み台に利用した」と批判的に述べている。
ジャクソンはその後、ジャズ・ロック・バンド「ザ・ジンジャー・ピッグ」などを経た後、「ザ・バーキング・スパイダー・バンド」で活動。2002年には、エマーソン、デヴィソンと「キース・エマーソン&ザ・ナイス」の名義で32年ぶりに再結成ライブを行ない、2003年にライブ・アルバム『ヴィヴァシタス - ライヴ・アット・グラスゴー 2002』をリリースした。2012年6月にはオーストラリアの女性カントリー・シンガーのニッキー・ギリスのイギリス・ツアーのバック・バンドに加入して、約一か月のツアーに参加した。

## ディスコグラフィ

### ザ・ナイス
- ナイスの思想　The Thoughts of Emerlist Davjack（1967年）
- 少年易老学難成　Ars Longa Vita Brevis（1968年）
- ジャズ+クラシック/ロック=ナイス　Nice（1969年）
- ファイヴ・ブリッジズ　Five Bridges（1970年）
- エレジー　Elegy（1971年）
- オータム'67 – スプリング'68　Autumn '67 – Spring '68（1972年）
- ヴィヴァシタス - ライヴ・アット・グラスゴー 2002　Vivacitas（2003年）

### ジャクソン・ハイツ
- キング・プログレス　King Progress（1970年）
- フィフス・アヴェニュー・バス　The Fifth Avenue Bus（1972年）
- ラガマフィンズ・フール[注釈 6]　Ragamuffins Fool（1972年）
- バンプ・ン・グラインド　Bump n' Grind（1973年）

### レフュジー
- レフュジー　Refugee（1974年）
- ライヴ・イン・コンサート：ニューキャッスル・シティ・ホール1974　Live in Concert Newcastle City Hall 1974（2007年）
- Refugee: Remastered and Expanded（2019年）[注釈 7]